# Arlewatt
Arlewatt település Németországban, Schleswig-Holstein tartományban. Lakosainak száma 345 fő (2023. december 31.).

## Népesség
A település népességének változása:
| Lakosok száma | 283  | 333  | 342  | 345  | 353  | 345  |
|               | 1975 | 2017 | 2019 | 2021 | 2022 | 2023 |